# 西尾市立福地北部小学校
西尾市立福地北部小学校（にしおしりつ ふくちほくぶしょうがっこう）は、愛知県西尾市鵜ヶ池町にある公立小学校。

## 概要
- 深池町（一部）、須脇町、川口町（一部）、十郎島町、細池町、鵜ヶ池町、鎌谷町、宅野島町、小焼野町が校区である。公立中学校の進学先は西尾市立福地中学校及び西尾市立西尾中学校（小焼野町のみ）である[1]。

## 沿革
福地北部小学校の創立年は1906年であり、1957年に創立50周年記念式典、2006年には創立100周年記念式典を行っている。これは1906年に福地村の校区の変更により幡豆郡福地尋常小学校となったためである。ここではそれ以前についても記述する。
- 1872年（明治5年）6月 - 郷学校として鵜ヶ池郷学校が開校する。
- 1887年（明治20年） - 尋常小学鵜ヶ池学校に改称する。
- 1889年（明治22年）10月1日 - 須脇村、十郎島村、細池村、小焼野村、鎌谷村、鵜ヶ池村、宅野島村が合併し、井崎村となる。
- 1892年（明治25年）8月 - 井崎尋常小学校に改称する。
- 1906年（明治39年）
  - 5月1日 - 六郷村、豊田村、井崎村、及び大宝村の一部（川口・今川・菱池・深池村）が合併し、福地村が発足する。
  - 9月 - 幡豆郡福地尋常小学校に改称する。福地村内での校区の変更が行われ、ほぼ現在の校区となる。
- 1941年（昭和16年）4月1日 - 幡豆郡福地村北部国民学校に改称する。
- 1947年（昭和22年）4月1日 - 福地村立福地北部小学校に改称する。
- 1954年（昭和29年）8月10日 - 福地村が西尾市に編入される。同時に西尾市立福地北部小学校に改称する。
- 1957年（昭和32年）2月 - 創立50周年記念式典を行う。
- 1980年（昭和55年）3月 - 新校舎（鉄筋コンクリート造）が完成する。
- 1981年（昭和56年） - プールが完成する。
- 1993年（平成5年）2月 - 体育館が完成する。
- 2006年（平成18年）11月 - 創立100周年記念式典を行う。

## 交通アクセス
- 六万石くるりんバス　西野線「福北小北」バス停より徒歩すぐ。
- 名鉄西尾線福地駅下車、徒歩約12分。
  - 2006年に廃止された鎌谷駅からは、徒歩約10分であった。

## 周辺施設
- 西尾市立福地中学校
- 西尾市立福地南部小学校
- 西尾鵜ヶ池郵便局
- JA西三河福地支店

## 出身者
- 杉浦喜之助（西尾市長）